# Questa sera parla Mark Twain
Questa sera parla Mark Twain è uno sceneggiato televisivo, diretto da Daniele D'Anza, con protagonisti Paolo Stoppa, Rina Morelli, Loretta Goggi e Sergio Tofano. Testi di Romildo Craveri e Diego Fabbri, con la collaborazione di Daniele D'Anza. Le musiche erano di Fiorenzo Carpi. Scene di Nicola Rubertelli e Giuliano Tullio.
Interessante ed apprezzato pastiche di telebiografia e di racconti sceneggiati del grande scrittore statunitense, prodotto dalla RAI nel 1965 ed andato in onda in prima serata dal 28 marzo al 9 maggio 1965, in sette puntate, sul Programma Nazionale (l'odierna Rai 1).

## Trama
Vediamo gli ultimi anni della vita dello scrittore Mark Twain che ripercorre, assieme alla moglie Livy, la propria vita. Ricordi piacevoli, incontri importanti, momenti di successo, dissesti finanziari e tragedie familiari vengono inframezzati da episodi tratti dai racconti e dalle novelle del grande scrittore.